# 中山靖王墓
中山靖王墓又称为满城汉墓，位于中国河北省保定市满城区陵山，共有两座，分别属于西汉中山靖王刘胜及其妻窦绾。1968年滿城漢墓因國防施工被意外發現，1982年7月23日公布为省级文物保护单位，1988年1月13日被列入第三批全国重点文物保护单位。

## 关联条目
- 長信宮燈
- 刘胜金缕玉衣
- 中国百年百大考古发现
- 中国20世纪100项考古大发现